# Цензорин (узурпатор)
Цензорин (лат. Censorinus) — возможно, римский император-узурпатор в правление Клавдия II Готского (268—270 годы). Личность, скорее всего, вымышленная.

## Исторические источники
Узурпатор Цензорин упоминается только лишь в одном источнике — у «писателей истории Августов». Согласно биографии Цензорина, помещённой в самом конце книги о «тридцати тиранах», он был опытным военным с блестящей карьерой: «дважды консул, дважды префект претория, трижды префект Рима, в четвёртый раз проконсул, в третий — консуляр, во второй раз — легат, бывший претор, в четвёртый — бывший эдил, в третий — бывший квестор, в чрезвычайном порядке отправленный послом в Персию, а также к сарматам». 
Он участвовал в войне с персами во времена Валериана и получил там ранение. Был провозглашен императором солдатами, однако, вследствие своей строгости и требовательности, был убит ими же через семь дней правления.

## Историческое восприятие
Современные исследователи считают, что, с большой долей вероятности, и сам этот человек, и, соответственно, его узурпация — вымысел автора «Истории Августов». В списке должностей, которые якобы занимал Цензорин, смешаны должности II—III и IV веков (в целом же это примерно карьера префекта претория IV века), к тому же все эти должности Цензорина ничем не подтверждены — его имя не встречается ни в консульских фастах, ни в каких-либо надписях, не известно и его монет.
Биография Цензорина считается исследователями созданной по аналогии с биографиями других узурпаторов, а все детали в «Истории Августов» (например, описание его дома или могилы близ Бононии) — вымышленными. Это заставляет предполагать также и то, что биография Цензорина располагается в конце книги о «тридцати тиранах» и автор, который явно стремился искусственно довести количество тиранов до тридцати (для аналогии с афинскими тридцатью тиранами), вполне мог придумать недостающих до этого количества.
Луи-Себастьян Тиллемон отождествлял Цензорина с «галльским императором» Викторином.